# Mus (Kartenspiel)

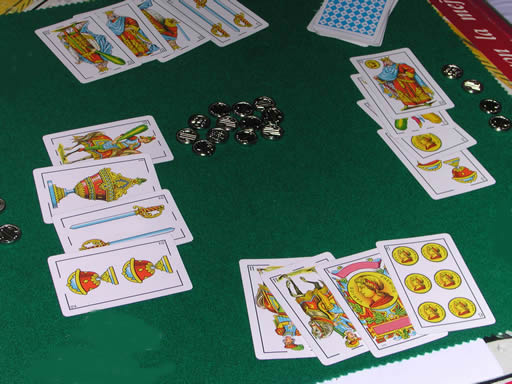
Mus-Partie, Auswertung der Wetten

Mus ist ein traditionelles Kartenspiel baskischen Ursprungs, das vornehmlich in Spanien und in Frankreich (dort fand im Jahr 1978 die erste Weltmeisterschaft statt) aber auch in Deutschland gespielt wird.

## Regeln
Gespielt wird mit spanischen Karten und mit vier Spielern, wobei die jeweils gegenübersitzenden zwei Zweierteams bilden. Jeder Spieler bekommt vier Karten. Falls kein Spieler widerspricht, können beliebig viele Karten getauscht werden, um die Qualität des eigenen Blattes zu verbessern. Die Bereitschaft zum Tauschen wird durch das Ansagen von „Mus“ reihum angezeigt. Wenn alle vier Spieler „Mus“ sagen, kann getauscht werden. Dieser Vorgang kann beliebig oft wiederholt werden. Wenn ein Spieler das „Mus“ verweigert, beginnt die Wettrunde.

### Ziele
Ziel des Spieles ist es, eine vorher vereinbarte Anzahl von Sätzen zu gewinnen. Ein Satz geht in der Regel über dreißig Punkte. Punkte bekommt man durch den Abschluss von Wetten über die Stärke der Blätter des eigenen Teams. Zusätzlich erhält nach Abschluss der Wettrunde das Team, das eine bestimmte Wette gewonnen hat, für bestimmte Kartenkombinationen Sonderpunkte. Dabei gibt es vier Wetten hintereinander:
- Grande: Es kommt auf möglichst hohe Karten an.
- Chica: Es kommt auf möglichst niedrige Karten an.
- Pares: Es kommt auf möglichst hohe Paarkombinationen an.
- Juego: Bei dieser Wette kommt es auf bestimmte Punktwertkombinationen an.

Bei einem Gleichstand gewinnt das Blatt, das früher in der Spielreihenfolge ist. Alle vier Wetten werden hintereinander mit den gleichen Blättern gespielt, die Karten erst nach allen vier Wetten aufgedeckt. Dadurch ergeben sich viele Bluffmöglichkeiten. Es ist auch erlaubt, eine Wette um den ganzen Satz anzubieten (órdago), hier wird bei Annahme sofort nur diese Wette ausgewertet.

### Signale
Ausdrücklich erlaubt ist, wie etwa auch beim Watten, bei Mus der Gebrauch bestimmter festgelegter Geheimzeichen, um dem Team-Partner zu signalisieren, welche Karten man auf der Hand hat. So signalisiert beispielsweise ein kurzes Beißen auf die Mitte der Unterlippe zwei Könige. Auch das offene Gespräch über die eigenen Karten oder die zu verfolgende Strategie ist ausdrücklich zulässig.